# Activismo ambiental

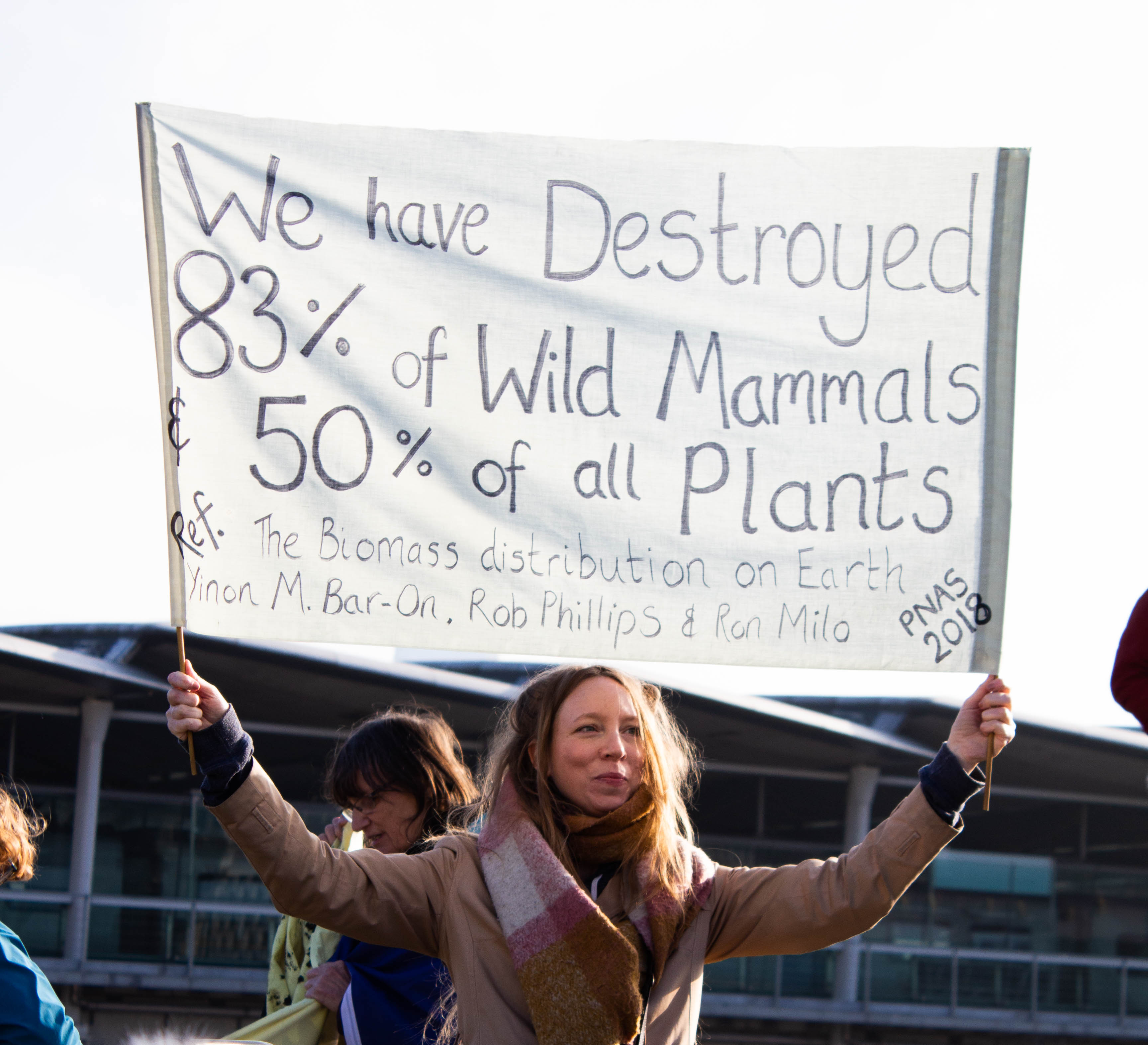
Activista de Extinction Rebellion protesta contra la pérdida de biodiversidad (2018)

El activismo ambiental es una forma de acción política que busca defender y proteger el medio ambiente frente a las amenazas derivadas de la actividad humana. En las últimas décadas, con el aumento de la conciencia sobre el cambio climático, ha surgido el concepto de activismo climático, un tipo de activismo enfocado específicamente en abordar los problemas relacionados con el cambio climático.
El activismo ambiental ha cobrado mayor relevancia a medida que los efectos de la crisis climática se han vuelto más evidentes, incluyendo fenómenos como sequías, inundaciones, olas de calor y el derretimiento de los polos. Este movimiento no solo busca mitigar el impacto de la actividad humana, sino también adaptarse a los cambios ya en curso. Sin embargo, el activismo enfrenta obstáculos significativos, como el negacionismo climático y la violencia ejercida contra las comunidades que defienden sus territorios frente a la expansión de las industrias extractivas.

## Áreas de interés del activismo ambiental

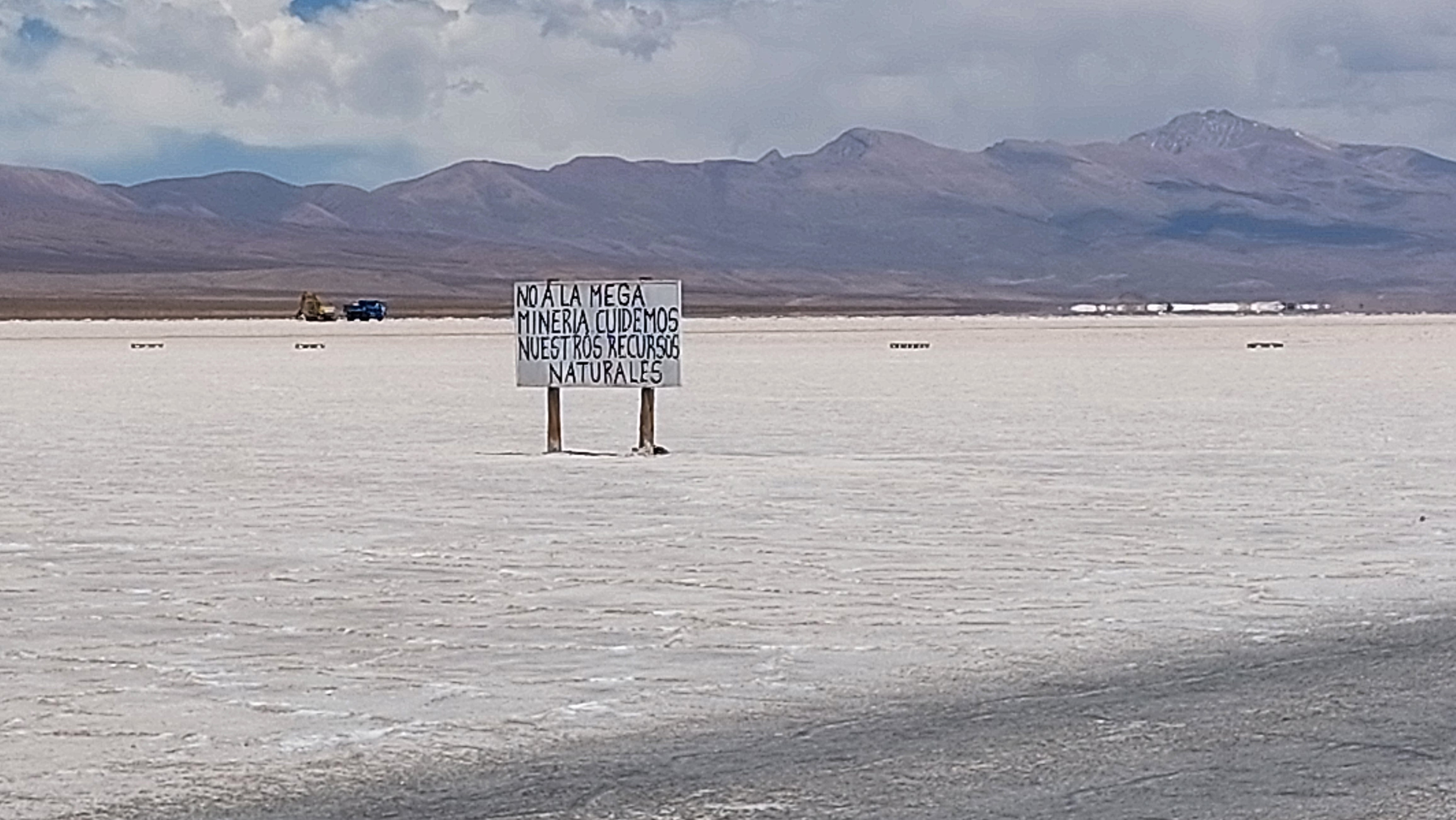
Cartel de protesta para la protección del agua "No a la megaminería, cuidemos nuestros recursos naturales". Salinas Grandes, Jujuy (2024).

El activismo ambiental abarca diversas áreas que buscan promover la sostenibilidad y la protección de los recursos naturales. Algunos de los temas más relevantes se encuentran:
- Desarrollo sostenible.
- Reciclaje.
- Generación de energía renovable.
- Seguridad alimentaria.
- Protección de reservas naturales.
- Protección de especies en peligro de extinción.
- Justicia climática y ambiental

## Organizaciones de activismo ambiental

### Países Bajos y Bélgica
En los Países Bajos y Bélgica existen varias organizaciones activistas. Una de las más conocidas es GroenFront!, que se destaca por sus tácticas radicales en defensa del medio ambiente. Otras organizaciones, con un enfoque menos radical, incluyen Milieudefensie y la fundación Natuur & Milieu. Además, Fridays for Future (en español, Viernes por el Futuro), el movimiento juvenil fundado por Greta Thunberg, tiene gran visibilidad en esta región.

### Internacional
A nivel internacional, varias organizaciones se destacan en la lucha por la protección del medio ambiente. Entre las más reconocidas se encuentran:
- Greenpeace
- Fondo Mundial para la Naturaleza (WWF)
- 350.org

Entre los grupos más radicales se incluyen:
- Extinction Rebellion
- Just Stop Oil[2] (Reino Unido)
- Letzte Generation[3] (Alemania, Austria)

## Activistas ambientales destacados

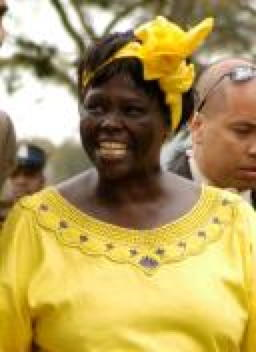
La ganadora del Premio Nobel y activista medioambiental Wangari Maathai

Algunos de los activistas más influyentes a nivel global incluyen:
- Al-Gore
- Alejandro Nikitin
- Anuna De Wever
- Bart Martens
- Bruno Manser
- Bianca Jagger
- Diederik Samsom
- Diana Wilson
- Farid Tukhbatullin
- Greta Thunberg
- Harry Voss
- Helena Norberg-Hodge
- Jan Juffermans
- Jeanette Kawas
- Krista van Velzen
- Leonardo DiCaprio
- Máxima Acuña
- Pablo Watson
- Remi Poppe
- Steven Vromman
- Volkert van der Graaf
- Wangari Maathai

En 2004, la activista keniana Wangari Maathai fue reconocida con el Premio Nobel de la Paz por su contribución al desarrollo sostenible, la democracia y la paz.

## Asesinatos de activistas ambientales
El activismo ambiental conlleva riesgos significativos, especialmente cuando los activistas se enfrentan a intereses corporativos o criminales. Según el informe de Global Witness, al menos 212 activistas ambientales fueron asesinados en 2019, más de la mitad en Colombia (64) y Filipinas (43), seguidos por Brasil y varios países de Centroamérica. Estos asesinatos reflejan los peligros a los que se enfrentan aquellos que defienden la naturaleza y los derechos de las comunidades locales.

## Crecimiento del activismo y litigios climáticos
En la actualidad, el movimiento ambiental se nutre de personas de diversos sectores que colaboran desde diferentes ámbitos: la presencia en el territorio, la presión virtual en redes sociales y la acción en tribunales. Los litigios climáticos han crecido significativamente en los últimos años. De acuerdo con un informe de Naciones Unidas, en 2022 se registraron 2.180 casos de litigios climáticos en todo el mundo, superando los 1.550 del año 2020. Estos litigios buscan exigir responsabilidades tanto a gobiernos como a empresas por su papel en la crisis climática.

## Críticas al movimiento ambiental
En algunos países, especialmente de habla inglesa, surgieron críticas tras la firma del Acuerdo de París y el auge del movimiento Black Lives Matter. Estas críticas señalan que el movimiento ecologista ha estado dominado por personas blancas de clase media, mientras que los grupos minoritarios estarían infrarrepresentados. Esta falta de diversidad ha generado debates sobre la inclusión y la justicia social dentro del activismo ambiental.